# Dispatch Tow

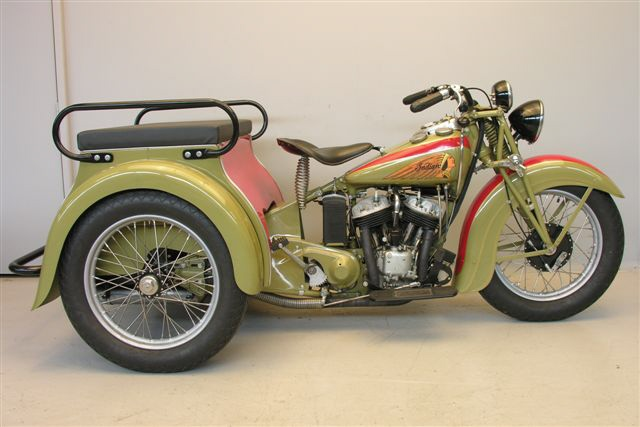
Indian Dispatch Tow uit 1939 met ontbrekende sleepvoorziening

De Dispatch Tow was een Indian driewieler (volledig: Sport Scout Dispatch-Tow) die veel gelijkenis vertoonde met de Harley-Davidson-Servi-Car.
De Dispatch-Tow had aan de voorkant een speciale sleepvoorziening waardoor hij achter een auto kon worden gehangen. Dat was makkelijk voor monteurs die een auto voor een servicebeurt moesten ophalen. De monteur koppelde de Dispatch-Tow achter de auto en reed ermee naar de garage.